# Libero Ferrario
Libero Ferrario (Parabiago, 6 de juliol de 1901 – Ídem, 14 de juliol de 1930) va ser un ciclista italià que competí com amateur. En el seu palmarès destaca el Campionat del món en ruta de 1923.
Va morir amb només 28 anys per culpa de la tuberculosi. L'estadi de Parabiago porta el seu nom en homenatge.

## Palmarès
- 1922
  - 1r a la Coppa Bernocchi
- 1923
  -  Campió del món en ruta amateur
  - 1r a la Coppa Bernocchi
  - 1r al Giro de Llombardia amateur
  - 1r a la Coppa Città di Busto Arsizio
- 1924
  - 1r a la Tre Valli Varesine
  - 1r a la Coppa del Re